# Constantino Fraga
Constantino Gonçalves Fraga (Caetité, 15 de maio de 1862 - Jaú, 9 de novembro de 1949) foi um advogado, financista e político brasileiro, prefeito de Jaú.

## Biografia
Era filho do português Manoel José Gonçalves Fraga, vindo aos catorze anos para o Brasil por intercessão de um tio, padre em Caetité, e mais tarde tendo se formado em Direito pela Faculdade do Recife exerceu grande influência política e jurídica no sertão baiano, onde amealhou fortuna. Sua mãe era Maria Amélia, também de família nobre em Caetité, os Faria.
Estudava em São Paulo quando seus pais voltaram a Portugal em 1884, motivados por injunções políticas. Naquele país permaneceu sua irmã, Amélia Maria Faria Fraga, a cuja descendência pertence a Casa da Fraga, em Cabeceiras de Basto.
Foi casado duas vezes, a primeira com Enedina de Almeida Prado (quatro filhos) e com Ana Joaquina de Almeida Campos, sobrinha da primeira mulher (cinco filhos).

## Vida Pública
Em 1888 foi nomeado promotor da comarca de Jaú, época em que também principiou as atividades econômicas naquela cidade em que se radicara.
Fora da promotoria instalou-se como advogado e ingressou na política, elegendo-se vereador nos biênios 1895-96 e 1897-98. Voltou ao cargo no biênio 1908-1910, período em que seus pares o elegem para chefiar o Executivo de Jaú. Como prefeito enfrentou uma grave epidemia de febre amarela, durante a qual cuidou para que os moradores evacuassem a cidade evitando assim o contágio, o que fez com sucesso, apesar da forte oposição dos comerciantes.
Por sua atuação à frente do município, e por ser um dos pioneiros na cidade paulista, por ocasião do centenário desta foi homenageado com um soneto do poeta local Túlio de Castro, onde se lê:
"Prefeito dos maiores! Teve em vista

Os atos, do progresso, animadores...

Que Jaú fosse um dia, entre esplendores

A Flor Gentil do Coração Paulista."

## Homenagens
Constantino Fraga é nome de rua em Caetité, São Paulo e também em Jaú.